# Lydie Neufcourt
Lydie Neufcourt (Waregem, 1 januari 1955) is een Belgisch feministe en marxistisch politica voor de PVDA.

## Levensloop
Neufcourt doorliep haar secundair onderwijs aan het Onze-Lieve-Vrouwecollege te Oudenaarde. Vervolgens studeerde ze aan de Rijksuniversiteit Gent. Van beroep is ze lerares Frans en woont ze in Sint-Amandsberg.
Bij de Vlaamse verkiezingen van 1995 en 1999 was Neufcourt telkens lijsttrekker in het kiesarrondissement Gent-Eeklo voor de Partij van de Arbeid. In 2000 was ze kandidate voor de provincieraad van Oost-Vlaanderen. In 2007 was ze eerste opvolger op de senaatslijst bij de federale verkiezingen.
Bij de Europese verkiezingen van 2009 was ze 8e opvolgster op de PVDA-kieslijst en kreeg 2.105 voorkeurstemmen. bij de provincieraadsverkiezingen van 2012 was ze lijsttrekker voor deze partij in het provinciedistrict Gent. Ze behaalde 535 voorkeurstemmen en werd niet verkozen. Bij de Europese verkiezingen van 2014 stond ze op de tweede plaats op de kieslijst, ze behaalde 6.493 voorkeurstemmen, maar werd niet verkozen. Bij de lokale verkiezingen 2018 was ze lijstduwer bij de gemeenteraadsverkiezingen in Gent.
Tot 2021 was ze algemeen secretaris van deze partij.
Neufcourt heeft een dochter, Janneke Ronse.